# Bulgan, Dornod
Bulgan (tiếng Mông Cổ: Булган) là một sum của tỉnh Dornod tại miền đông Mông Cổ. Vào năm 2009, dân số của sum là 1.775 người.

## Địa lý
Sum có diện tích khoảng 7.111 km2. Trung tâm sum, Öndörkhoshuu, nằm cách tỉnh lị Choibalsan 60 km và cách thủ đô Ulaanbaatar 590 km.

### Khí hậu
Bulgan có khí hậu bán khô hạn. Nhiệt độ trung bình hàng năm tại đây là 4 °C. Tháng ấm nhất là tháng 6, khi nhiệt độ trung bình là 27 °C và lạnh nhất là tháng 1, với -22 °C.  Lượng mưa trung bình hàng năm là 436 milimét. Tháng mưa nhiều nhất là tháng 6, với lượng mưa trung bình 111 mm và khô nhất là tháng 2, với lượng mưa 3 mm.

## Kinh tế
Sum có một trường học, bệnh viện, trung tâm thương mại và nhà văn hóa.